# Borowiecko-Kolonia
Borowiecko-Kolonia – kolonia w Polsce położona w województwie łódzkim, w powiecie radomszczańskim, w gminie Gomunice.

## Historia
W latach 1975–1998 miejscowość administracyjnie należała do województwa piotrkowskiego.
W latach 1997–2010 mieszkaniec tej wsi – Stefan Adamus, zbudował na swoim gruncie niewielką kamienną warownię.